# جي 4
جي 4 (بالإنجليزية: G4)‏ هي قناة تلفزيون كبلي وعبر الساتلايت أمريكية بدأت بتوجهها نحو فئة الشباب الذكور بين عمري 12-28 حيث تقدم عالم التكنولوجيا وألعاب الفيديو. مؤخرا غيرت تلك القناة من تركيبة برامجها جاعلة منها أكثر تنوعا بحيث تتوجه إلى فئة المشاهدين بين عمري 17-36. جي 4 انطلقت في 24 أبريل 2002. ويقع مقرها في لوس أنجليس ،كاليفورنيا. وتملكها جي 4 ميديا التي تملك كومكاست أغلبية أسهمها. تتوفر جي 4 في 62 مليون منزل من مشتركي التلفزيون الكيبل والساتلايت في الولايات المتحدة. اسم G4 أتى من "generations of video games".